# Commelina kilimandscharica
Commelina kilimandscharica är en himmelsblomsväxtart som beskrevs av Karl Moritz Schumann. Commelina kilimandscharica ingår i släktet himmelsblommor, och familjen himmelsblomsväxter. Inga underarter finns listade.